# Irish Motor Concessionaires
Irish Motor Concessionaires war ein Montagewerk für Kraftfahrzeuge und damit Teil der Automobilindustrie in Irland.

## Unternehmensgeschichte
John Caldwell betrieb das Unternehmen mit Sitz in Lucan. Er begann 1955 mit der Montage von Automobilen. Die Teile kamen von der Messerschmitt AG. 1959 endete die Produktion. Einer anderen Quelle zufolge sollen Bausätze für 40 Fahrzeuge geliefert worden sein.
Caldwell leitete außerdem von etwa 1960 bis 1962 die John Caldwell Limited in derselben Stadt.

## Fahrzeuge
Das einzige Modell war der Messerschmitt Kabinenroller. Eine Abbildung zeigt die erste Ausführung KR 175. Passend dazu ist ein Zweitaktmotor mit 174 cm³ Hubraum genannt. Auf einer anderen Abbildung ist ein teilmontiertes Fahrzeug ohne Frontscheibe zu sehen, bei dem nicht klar ist, ob es ein KR 175 oder ein KR 200 ist. Es trägt ebenfalls das Messerschmitt-Emblem und nicht das FMR-Logo vom Fahrzeug- und Maschinenbau Regensburg, der 1957 in Deutschland Messerschmitt als Hersteller ablöste.
Einige der in Irland montierten Fahrzeuge existieren noch. 1981 berichtete Jim Kavanagh anlässlich eines Treffens in England, dass noch fünf Fahrzeuge bekannt seien.